# John O. Brennan
John Owen Brennan (22 de septiembre de 1955) es un ex oficial de inteligencia estadounidense que se desempeñó como director de la Agencia Central de Inteligencia (CIA) desde marzo de 2013 hasta enero de 2017. Se desempeñó como asesor principal de contraterrorismo de Estados Unidos para el presidente Barack Obama, con el título de Asesor Adjunto de Seguridad Nacional y Contraterrorismo, y Asistente del Presidente. Previamente, asesoró a Obama sobre asuntos de inteligencia y política exterior durante la campaña electoral de 2008 y la transición presidencial.
Brennan retiró su nombre de la consideración para Director de la Agencia Central de Inteligencia (CIA) durante la primera administración de Obama por preocupaciones sobre su apoyo a la tortura, luego de defender en la televisión el traslado de sospechosos de terrorismo a países donde podrían ser torturados durante la administración del presidente George W. Bush. En cambio, Brennan fue nombrada Asesor Adjunto de Seguridad Nacional, una posición que no requirió la confirmación del Senado.
Los 25 años de Brennan con la CIA incluyeron trabajo como analista del Cercano Oriente y el sur de Asia, como jefe de estación en Arabia Saudita y como director del Centro Nacional de Contraterrorismo. Después de dejar el servicio gubernamental en 2005, Brennan se convirtió en director ejecutivo de The Analysis Corporation, una empresa de consultoría de seguridad, y se desempeñó como presidente de la Alianza de Inteligencia y Seguridad Nacional, una asociación de profesionales de inteligencia.
Brennan se desempeñó en la Casa Blanca como asistente de la dirección de Seguridad Nacional entre 2009 y 2013. Obama nominó a Brennan como su próximo director de la CIA el 7 de enero de 2013. La ACLU pidió al Senado que no procediera con el nombramiento hasta que confirmaran que «toda su conducta estaba dentro de la ley» durante su estancia en la CIA y la Casa Blanca. Brennan fue aprobado por el Comité de Inteligencia del Senado el 5 de marzo de 2013 para suceder a David Petraeus como Director de la CIA con una votación de 12 a 3.
El 15 de agosto de 2018, el presidente Donald Trump anunció que había revocado la autorización de seguridad de Brennan, aunque, según los informes, la Casa Blanca no siguió adelante con el proceso de revocación. Brennan había criticado duramente a Trump varias veces desde su elección y respondió a la revocación afirmando: «Mis principios valen mucho más que las autorizaciones. No cederé».
Brennan se desempeña como analista sénior de inteligencia y seguridad nacional para NBC News y MSNBC. Su aparición inaugural fue en Meet the Press with Chuck Todd el domingo 4 de febrero de 2018.

## Primeros años
Brennan nació en North Bergen, Nueva Jersey, hijo de Owen y Dorothy (Dunn) Brennan. Su padre irlandés, herrero, emigró del condado de Roscommon, República de Irlanda, a Nueva Jersey en 1948. Asistió a la Escuela Primaria Inmaculado Corazón de María y se graduó del Colegio San José de las Palisades en West New York, Nueva Jersey.

## Educación
Brennan asistió a la Universidad de Fordham y se graduó con un B.A. en ciencias políticas en 1977. Mientras era estudiante universitario, en 1976, votó por el candidato a presidente del Partido Comunista de los Estados Unidos, Gus Hall. Más tarde describió su voto como una forma de «señalar mi descontento con el sistema», específicamente el partidismo de la era Watergate. Después de Fordham, Brennan asistió a la Universidad de Texas en Austin y recibió una M.A. en gobierno con especialización en estudios de Oriente Medio en 1980. Habla árabe con fluidez. Sus estudios incluyeron un tercer año en el extranjero aprendiendo árabe y tomando cursos en la Universidad Americana en El Cairo.
Mientras viajaba en autobús a clase en Fordham, vio un anuncio en The New York Times que decía que la CIA estaba reclutando. Decidió que una carrera en la CIA sería una buena combinación para su «pasión por los viajes» y su deseo de servicio público. Presentó su solicitud a la CIA en 1980. Durante su solicitud, admitió durante una prueba de detección de mentiras que había votado por el candidato del Partido Comunista cuatro años antes. Para su sorpresa, todavía fue aceptado; más tarde dijo que le resulta alentador que la CIA valore la libertad de expresión.

## Carrera

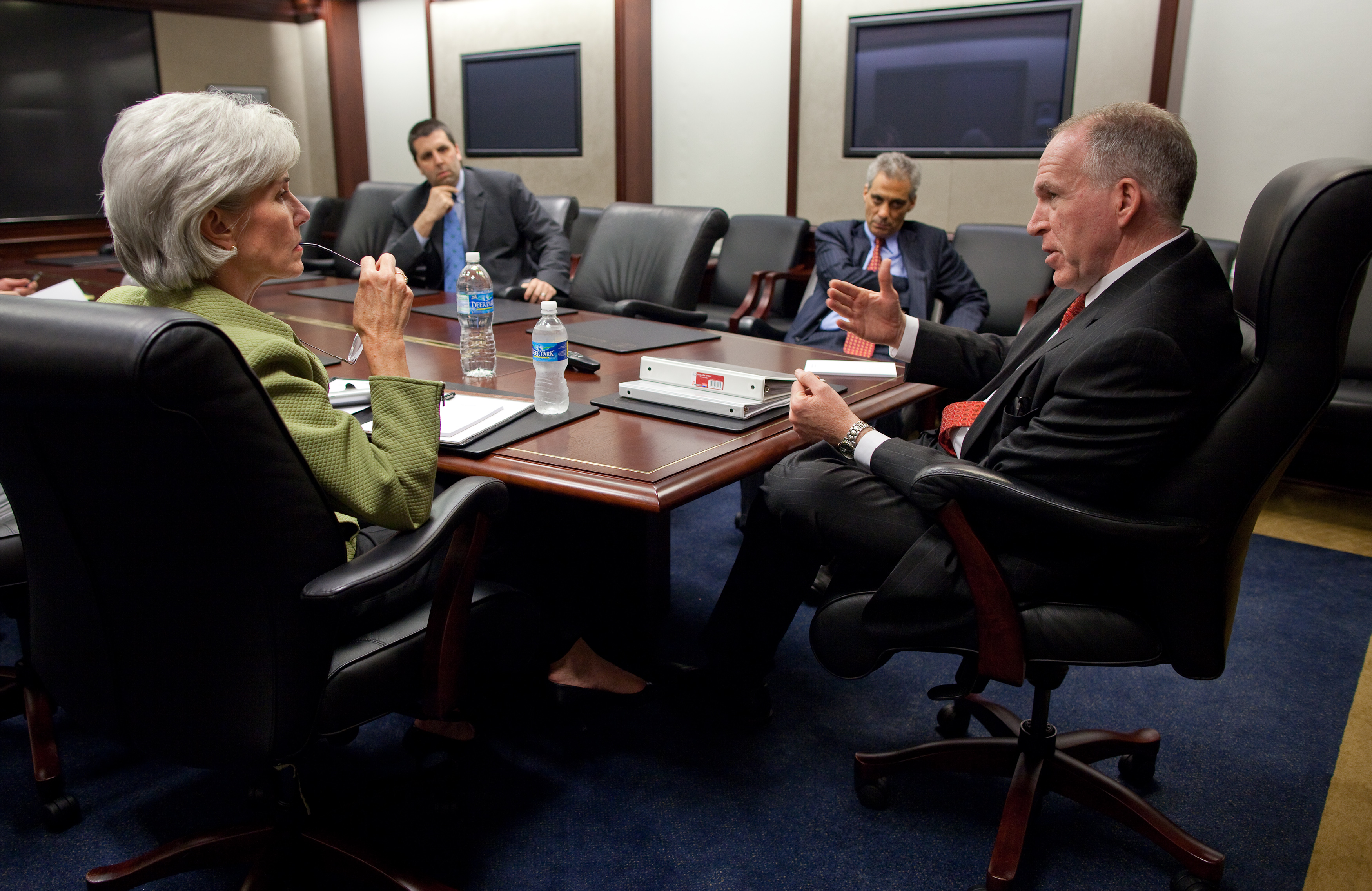
Brennan con Kathleen Sebelius y Rahm Emanuel, Casa Blanca, abril de 2009.

Brennan comenzó su carrera en la CIA como analista y pasó 25 años en la agencia. Fue informador diario de inteligencia del presidente Bill Clinton. En 1996, era jefe de la estación de la CIA en Riad, Arabia Saudita, cuando el atentado con bombas en las Torres Khobar mató a 19 militares estadounidenses. En 1999, fue nombrado jefe de gabinete de George Tenet, entonces director de la CIA. Brennan se convirtió en subdirector ejecutivo de la CIA en marzo de 2001. Fue director del recién creado Centro de Integración de Amenazas Terroristas de 2003 a 2004, una oficina que filtraba y compilaba información para las sesiones informativas diarias de inteligencia ultrasecretas del presidente Bush y empleaba los servicios de analistas de una docena de agencias y entidades estadounidenses.
Luego, Brennan dejó el servicio gubernamental durante unos años y se convirtió en presidente de la Alianza de Inteligencia y Seguridad Nacional (INSA) y director ejecutivo de The Analysis Corporation (TAC). Continuó al frente de TAC después de su adquisición por parte de Global Strategies Group en 2007 y su crecimiento como la división de soluciones de inteligencia global del negocio tecnológico norteamericano de Global GTEC, antes de regresar al servicio gubernamental con la administración de Obama como asesor de seguridad nacional el 20 de enero de 2009.
El 7 de enero de 2013, el presidente Obama nominó a Brennan para ser director de la Agencia Central de Inteligencia.
El 20 de enero de 2017, finalizó el nombramiento de Brennan en la CIA y fue reemplazado por el candidato del presidente Trump, Mike Pompeo, el 23 de enero de 2017.
En septiembre de 2017, Brennan fue nombrado Académico No Residente Distinguido en la Universidad de Texas en Austin, donde también actúa como asesor principal del Proyecto de Estudios de Inteligencia de la Universidad. Se desempeña como consultor sobre eventos mundiales para la Asociación Kissinger.

### Asesor antiterrorismo del presidente Obama
Brennan fue uno de los primeros asesores de seguridad nacional del entonces candidato Obama. A fines de 2008, se informó que Brennan era la primera opción para convertirse en Director de la CIA en la administración entrante de Obama. Sin embargo, Brennan retiró su nombre de la consideración debido a la oposición a su servicio en la CIA bajo el presidente George W. Bush y declaraciones públicas anteriores que había hecho en apoyo de interrogatorios mejorados y la transferencia de sospechosos de terrorismo a países donde podrían ser torturados (entrega extraordinaria). Luego, el presidente Obama lo nombró su asesor adjunto de seguridad nacional para la seguridad nacional y la lucha contra el terrorismo, el principal asesor de lucha contra el terrorismo del presidente y un cargo que no requería la confirmación del Senado. Sus responsabilidades incluían la supervisión de planes para proteger al país del terrorismo y responder a desastres naturales, y se reunía diariamente con el presidente.

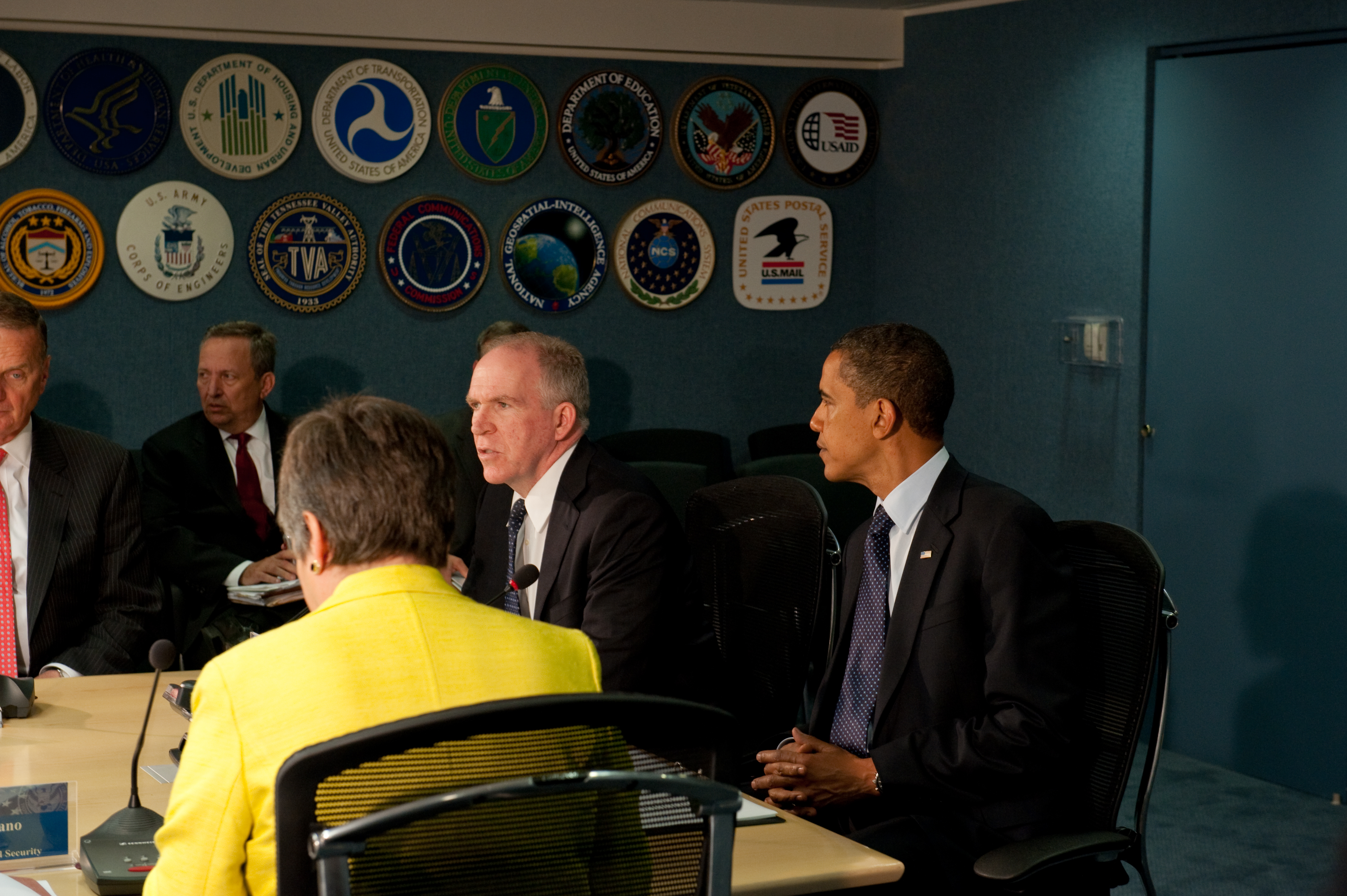
Brennan y el presidente Barack Obama en una reunión del Consejo de Seguridad Nacional, mayo de 2009.

En agosto de 2009, Brennan criticó algunas políticas antiterroristas de la administración Bush y dijo que la tortura del submarino había amenazado la seguridad nacional al aumentar el reclutamiento de terroristas y disminuir la disposición de otras naciones a cooperar con los Estados Unidos. También describió el enfoque de la administración Obama al referirse como «extremistas» y no «yihadistas» a los terroristas. Dijo que usar el segundo término, que significa alguien que está luchando por un objetivo sagrado, le da a «estos asesinos la legitimidad religiosa que buscan desesperadamente» y sugiere que Estados Unidos está en guerra con la religión del Islam. Brennan le dijo a The New York Times en enero de 2010: «Yo era alguien que se oponía al submarino», una afirmación que repitió en 2013, durante las sesiones del Senado sobre si confirmarlo como director de la CIA de Obama. Sin embargo, ninguno de los oficiales superiores de Brennan en la CIA recuerda haber escuchado sus objeciones, y en 2018, Brennan admitió a The New York Times, «No era como si estuviera usando esa oposición en mi manga en toda la agencia. Lo expresé en privado, a los individuos».
En una entrevista de principios de diciembre de 2009 con Bergen Record, Brennan comentó: «la comunidad de inteligencia y aplicación de la ley de Estados Unidos tienen que batear a 1000 todos los días. Los terroristas están tratando de tener éxito solo una vez». Los terroristas están tratando de tener éxito solo una vez". En una conferencia de prensa días después del fallido atentado con bomba del día de Navidad en el vuelo 253 de Northwest Airlines por parte de Umar Farouk Abdulmutallab, Brennan dijo que las agencias de inteligencia estadounidenses habían logrado frenar el ataque pero luego dijo que habían defraudado al presidente al subestimar a un pequeño grupo de terroristas yemeníes y no conectarlos con el atacante. Sin embargo, dos semanas después del incidente, produjo un informe muy crítico con el desempeño de las agencias de inteligencia de Estados Unidos y concluyó que su enfoque en los intentos terroristas dirigidos a suelo estadounidense era inadecuado. En febrero de 2010, afirmó en Meet the Press que estaba cansado de que los legisladores republicanos usaran cuestiones de seguridad nacional como balones políticos y hicieran acusaciones en las que no conocían los hechos.
Brennan estuvo presente en la Sala de Situación en mayo de 2011 cuando Estados Unidos llevó a cabo la operación militar que mató a Osama bin Laden. Calificó la decisión de Obama de seguir adelante con la misión como una de las «llamadas más audaces de cualquier presidente en la memoria». Después de la operación, Brennan dijo que las tropas estadounidenses en la incursión se habían «encontrado con una gran resistencia» y que Bin Laden había usado a una mujer como escudo humano.

#### Programa de drones
En abril de 2012, Brennan fue el primer funcionario de la administración Obama en reconocer públicamente los ataques con aviones no tripulados de la CIA en Pakistán, Yemen, Somalia, Libia, Afganistán y otros lugares. En su discurso explicó la legalidad, moralidad y eficacia del programa. La ACLU y otras organizaciones no estuvieron de acuerdo. En 2011-2012, también ayudó a reorganizar el proceso, bajo los auspicios de la base de datos Matriz de Disposición, mediante la cual las personas fuera de las zonas de guerra se incluyeron en la lista de objetivos de drones. Según un artículo de Associated Press, la reorganización ayudó a «concentrar el poder» sobre el proceso dentro de la administración de la Casa Blanca. Según The New York Times, Brennan era el «coordinador principal» de las listas de asesinatos de Estados Unidos. El exfuncionario antiterrorista de la administración Obama, Daniel Benjamin, ha declarado que Brennan «probablemente tenía más poder e influencia que nadie en una posición comparable en los últimos 20 años».
En junio de 2011, Brennan afirmó que las operaciones antiterroristas de Estados Unidos no habían resultado en «una sola muerte colateral» en el último año debido a la «precisión de las capacidades que hemos podido desarrollar». Nueve meses después, Brennan afirmó que había dicho que «no teníamos información» sobre las muertes de civiles no combatientes durante el período en cuestión. La Oficina de Periodismo de Investigación no estuvo de acuerdo con Brennan, citando su propia investigación que inicialmente los llevó a creer que entre 45 y 56 civiles, incluidos seis niños, habían sido asesinados por diez ataques con aviones no tripulados estadounidenses durante el período de un año en cuestión. Investigaciones adicionales llevaron a la Oficina a elevar su estimación a 76 muertes, incluidos ocho niños y dos mujeres. Según la Oficina, las afirmaciones de Brennan «no parecen soportar el escrutinio». The Atlantic ha sido más duro en sus críticas, diciendo: «Brennan ha estado dispuesto a mentir sobre esos ataques con aviones no tripulados para ocultar realidades feas».
Según la Oficina de Periodismo de Investigación, los comentarios de Brennan sobre las muertes colaterales quizás se explican por un método de conteo que trata a todos los hombres en edad militar en una zona de ataque como combatientes, a menos que haya información explícita para probar su inocencia.

### Director de la CIA (2013–2017)

#### Nominación

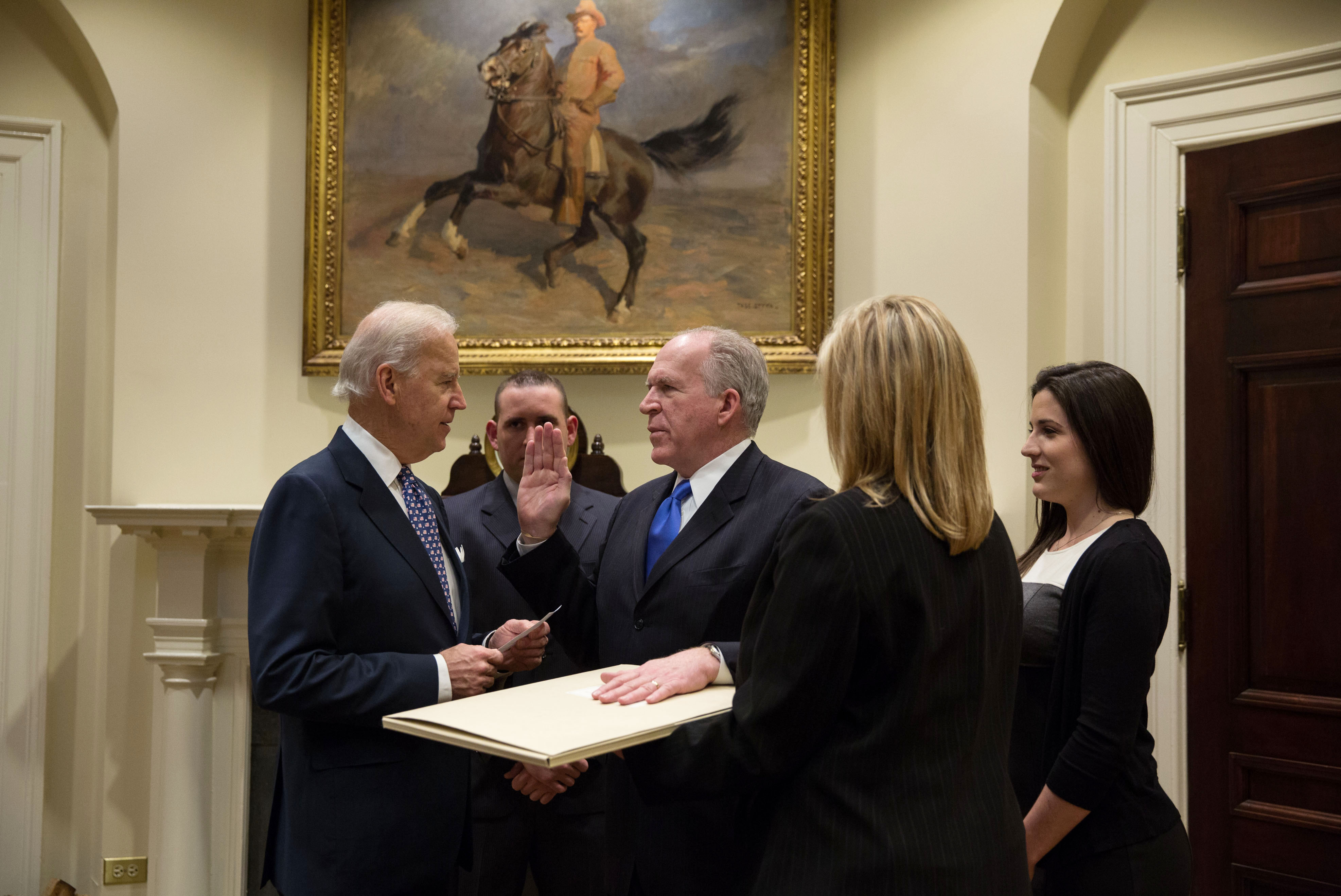
Brennan presta juramento como director de la CIA, 8 de marzo de 2013.

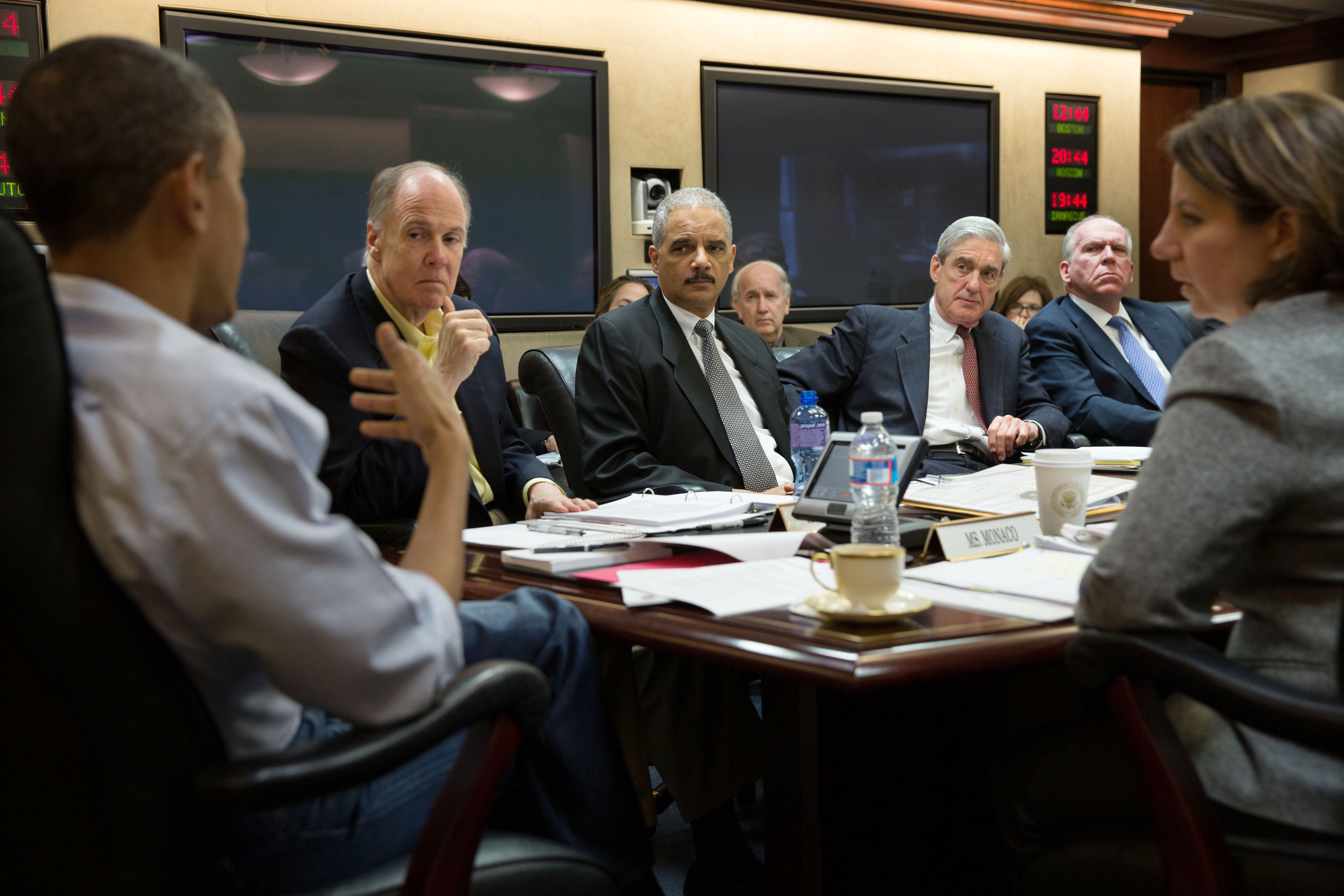
Brennan en la Casa Blanca en abril de 2013, discutiendo el atentado del maratón de Boston.

Obama nominó dos veces a Brennan para servir como Director de la Agencia Central de Inteligencia. Morris Davis, exfiscal jefe de las comisiones militares sobre Guantánamo, comparó a Brennan con el canadiense Omar Khadr, quien fue condenado por «cometer asesinato en violación de las leyes de la guerra». Sugirió que el papel de Brennan en la selección de personas para los ataques con misiles de la CIA no estaba más autorizado que el lanzamiento de la granada de la que se acusó a Khadr.
El 27 de febrero de 2013, el Comité de Inteligencia del Senado pospuso una votación sobre la confirmación de Brennan, que se esperaba para el día siguiente, hasta la semana siguiente. El 5 de marzo, el Comité de Inteligencia aprobó la nominación 12-3. El Senado estaba programado para votar sobre la nominación de Brennan el 6 de marzo de 2013. Sin embargo, el senador de Kentucky, Rand Paul, comenzó una maniobra obstruccionista en el Senado antes de la votación, citando el uso de drones de combate de Obama y su administración contra los estadounidenses, afirmando que «ningún político debería ser permitido juzgar la culpabilidad, acusar a un individuo, juzgar la culpabilidad de un individuo y ejecutar a un individuo. Va en contra de todo lo que creemos fundamentalmente en nuestro país». El obstruccionismo de Paul continuó durante 13 horas, terminando con las palabras: «Espero que hayamos llamado la atención sobre este problema, que este problema no se desvanezca y que el presidente presente una respuesta». Después del obstruccionismo, Brennan fue confirmado por un voto de 63-34. Asumió el cargo de Director de la CIA el 8 de marzo de 2013.

#### Tenencia
Dos meses después de asumir su cargo en la CIA, Brennan reemplazó a Gina Haspel, jefa del Servicio Nacional Clandestino con otra oficial de inteligencia de carrera no identificada y ex infante de marina. En junio de 2013, Brennan instaló a Avril Haines como directora adjunta de la agencia.
En abril de 2014, Brennan visitó Kiev, donde se reunió con el primer ministro ucraniano Arseni Yatseniuk y el primer vice primer ministro Vitaliy Yarema y discutieron el intercambio de inteligencia entre Estados Unidos y Ucrania.
En el verano de 2014, Brennan enfrentó un escrutinio después de que se reveló que algunos empleados de la CIA habían accedido indebidamente a los servidores informáticos del Comité de Inteligencia del Senado a raíz de la supervisión del papel de la CIA en los interrogatorios mejorados y las entregas extraordinarias. Brennan se disculpó con los senadores y afirmó que «lucharía por el cambio en la CIA», y afirmó que transmitiría las conclusiones del Inspector General sobre el incidente. Después del incidente, el senador Mark Udall (D-Colo.) declaró que había «perdido la confianza en Brennan».

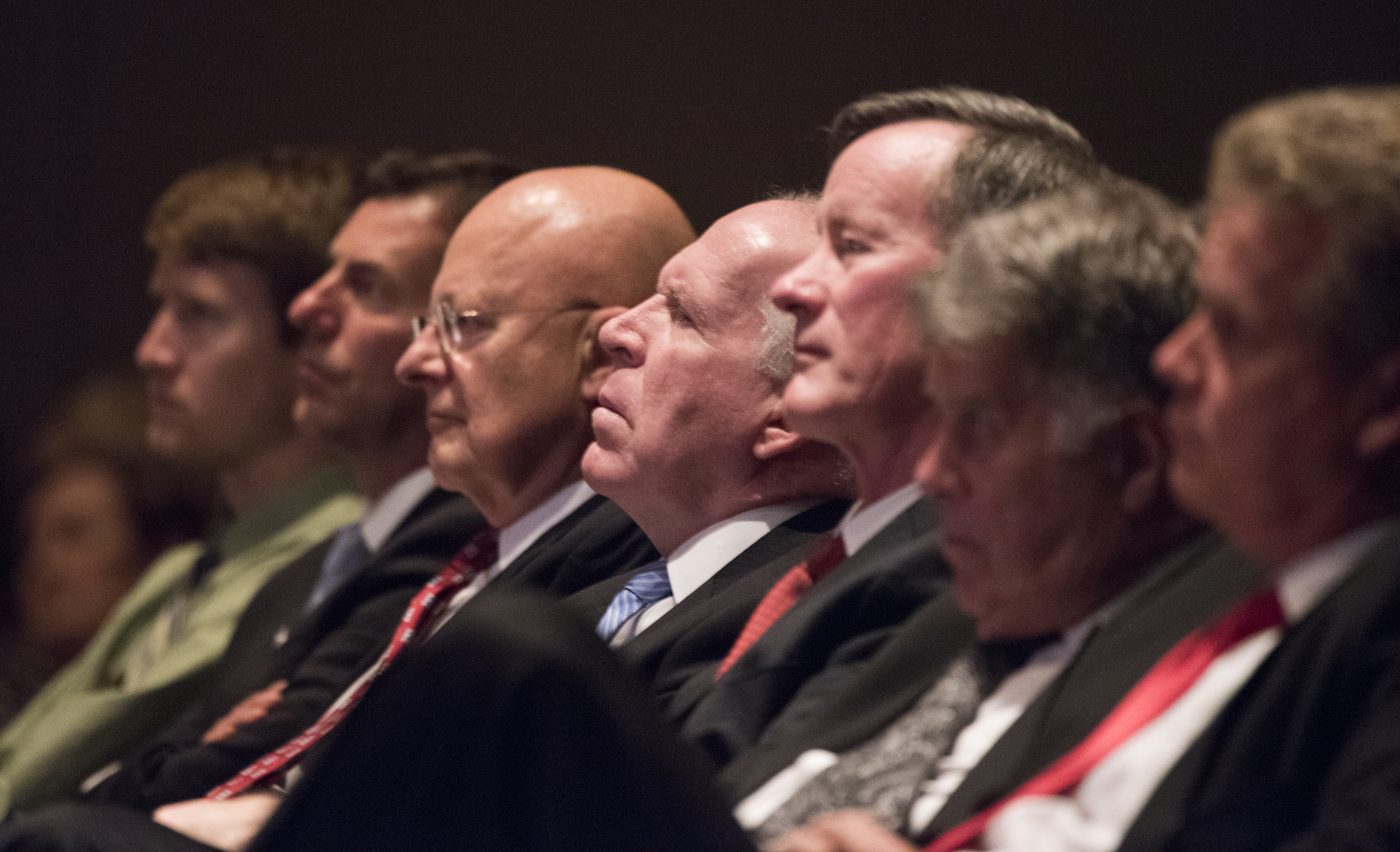
Brennan y James Clapper en la Biblioteca Presidencial de LBJ, 16 de septiembre de 2015.

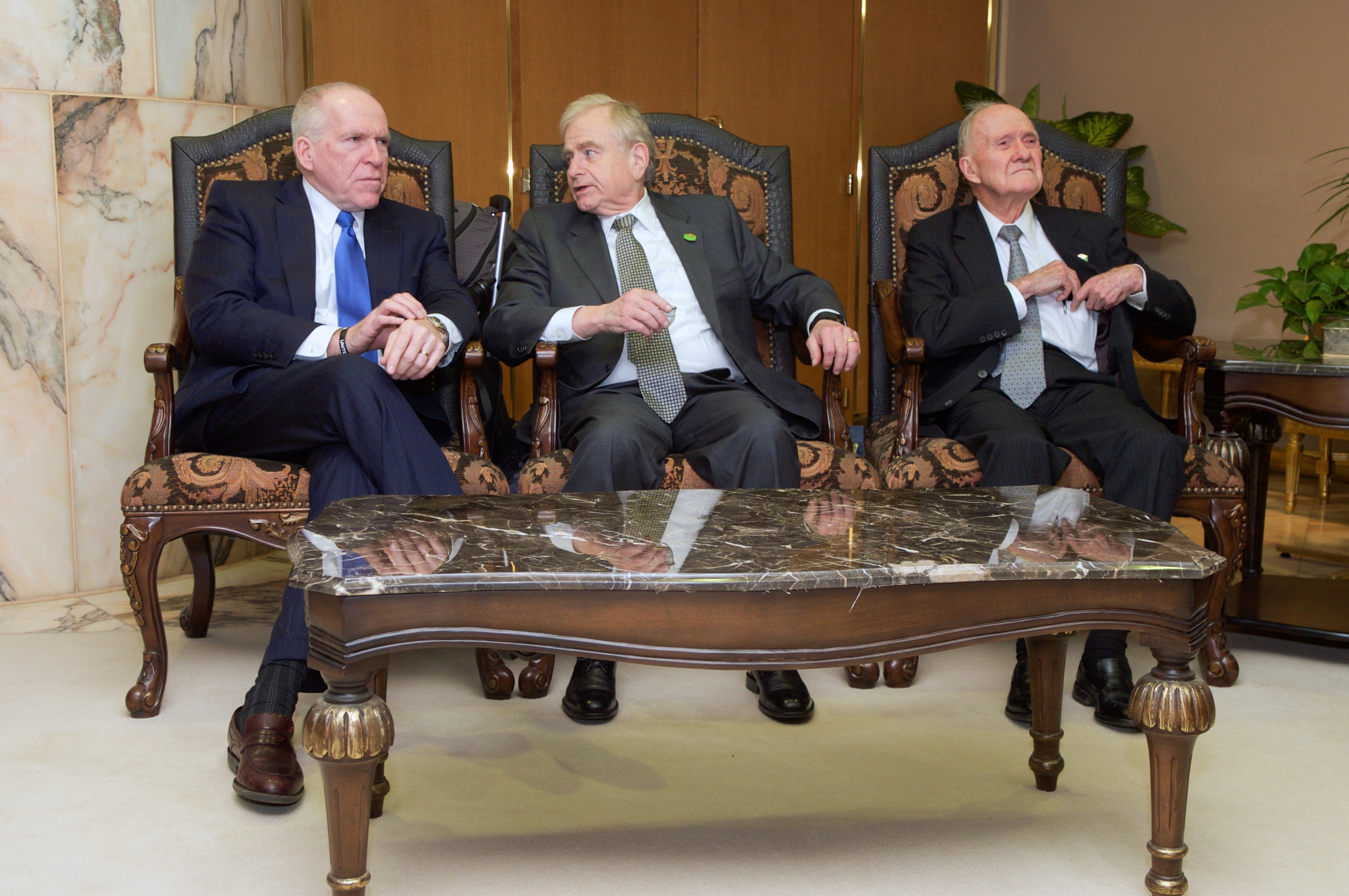
Brennan y los exasesores de seguridad nacional Sandy Berger y Brent Scowcroft en Riad, Arabia Saudita, 2015.

En diciembre de 2014, Brennan volvió a ser criticado cuando defendió las tácticas de interrogatorio anteriores de la CIA durante una conferencia de prensa por haber arrojado inteligencia «útil». Si bien admitió que las acciones de los oficiales de la CIA fueron «abominables», dignas de «repudio» y, en ocasiones, excedieron los límites legales, Brennan afirmó que la CIA también había hecho «muchas cosas bien durante este momento difícil para mantener este país fuerte y seguro».
Durante su testimonio ante el Comité de Inteligencia del Senado en junio de 2016, Brennan advirtió sobre la amenaza planteada por ISIS alegando que tenía la capacidad de recurrir a un «gran cuadro de combatientes occidentales» y reiteró las amenazas planteadas por los atacantes lobo solitario, llamándolos «un grupo excepcionalmente desafiante para la comunidad de inteligencia». Brennan detalló el tamaño de ISIS al comité, especificando que tenían más combatientes que Al Qaeda en su apogeo y que estaban repartidos entre África y el suroeste de Asia.
En septiembre de 2016, el Congreso aprobó la Ley de Justicia contra los Patrocinadores del Terrorismo (LJPT) que permitiría a los familiares de las víctimas de los ataques del 11 de septiembre demandar a Arabia Saudita por el presunto papel de su gobierno en los ataques. El Congreso rechazó abrumadoramente el veto del presidente Barack Obama. Brennan advirtió sobre las «graves implicaciones para la seguridad nacional de los Estados Unidos» del proyecto de ley LJPT.
Mientras era director, Brennan creó diez nuevos «centros de misión» en su campaña para enfocar a la CIA en las amenazas en el ciberespacio, donde los analistas y los piratas informáticos trabajan en equipos enfocados en áreas específicas del mundo y problemas particulares. Además, creó la Dirección de Innovación Digital (DID) para perfeccionar el oficio de la Agencia en el sector de las tecnologías de la información y crear nuevas herramientas dedicadas al ciberespionaje. A pesar de los elogios generales por sus acciones dentro de la comunidad de inteligencia sobre el cambio de Brennan hacia la cibernética, algunos funcionarios de la CIA dijeron que tenían reservas para alejarse de la inteligencia humana tradicional. En enero de 2017, Brennan, junto con el director del FBI, James Comey, el director de la NSA, Mike Rogers, y el director de Inteligencia Nacional, James Clapper, informaron al presidente electo Donald Trump en la Torre Trump sobre los hallazgos de la comunidad de inteligencia con respecto a la interferencia electoral rusa y las acusaciones contenidas en el expediente Steele.
El hacker de seguridad británico Kane Gamble, sentenciado a 2 años en detención juvenil, se hizo pasar por jefe de la CIA para acceder a información altamente confidencial y hackeó el correo electrónico privado de Brennan y las cuentas de iCloud, hizo llamadas falsas a la casa de su familia e incluso tomó el control del iPad de su esposa. El juez dijo que Gamble participó en «ciberterrorismo por motivos políticos».
Menos de una semana antes de que Brennan dejara el cargo en enero de 2017, expresó varias críticas al presidente entrante Trump. Brennan dijo: «No creo que tenga una apreciación completa de las capacidades rusas, las intenciones y acciones de Rusia que están llevando a cabo en muchas partes del mundo». Brennan declaró que era «escandaloso» que Trump estuviera «equiparando a la comunidad de inteligencia con la Alemania nazi».

## Ataque de WikiLeaks
En octubre de 2015, un hack robó el contenido de la cuenta de correo electrónico personal de AOL de Brennan y lo publicó en WikiLeaks. Los correos electrónicos no contenían información clasificada, pero sí incluían información personal confidencial, incluido un borrador de la solicitud del Formulario estándar 86 (SF-86) de Brennan. Durante una conferencia de seguridad posterior en la Universidad George Washington, Brennan proclamó su «indignación» por el ataque, pero también demostró la necesidad de «evolucionar para hacer frente a estas nuevas amenazas y desafíos». En enero de 2017, un estudiante universitario de Carolina del Norte se declaró culpable en un tribunal federal de Virginia de cargos relacionados con la piratería del correo electrónico de Brennan. Los dos hombres de Carolina del Norte finalmente se declararon culpables de una conspiración con un grupo que se autodenominaba «Crackas With Attitude» para cometer intrusiones informáticas no autorizadas, robo de identidad y acoso telefónico. Justin Gray Liverman fue sentenciado a cinco años en una prisión federal y Andrew Otto Boggs fue sentenciado a dos años. Otros co-conspiradores estaban ubicados en el Reino Unido y fueron procesados por el Servicio de Fiscalía de la Corona.

## Críticas contra Donald Trump
Brennan ayudó a establecer la investigación de contrainteligencia del FBI sobre la campaña de Donald Trump, que incluyó el uso de inteligencia extranjera, durante el período previo a las elecciones presidenciales de 2016. Desde que dejó el cargo, Brennan ha sido duramente crítico con el presidente Trump. En marzo de 2018, Brennan dijo que Trump tenía «paranoia», lo acusó de «constante tergiversación de los hechos» y lo describió como un «charlatán». Tras el despido del subdirector del FBI, Andrew McCabe, ese mismo mes, Brennan le tuiteó a Trump: «Cuando se conozca el alcance total de su venalidad, bajeza moral y corrupción política, ocupará el lugar que le corresponde como demagogo caído en desgracia en el basurero de la historia. Puede convertir a Andy McCabe en el chivo expiatorio, pero no destruirá a Estados Unidos ... Estados Unidos triunfará sobre usted».
Axios citó a Brennan tuiteando una respuesta a los duros comentarios de Trump sobre James Comey: «Su caquistocracia se está derrumbando después de su lamentable viaje ... tenemos la oportunidad de salir de esta pesadilla más fuertes y más comprometidos para garantizar una vida mejor para todos los estadounidenses, incluidos aquellos a los que has engañado tan trágicamente». El 16 de julio de 2018, Brennan tuiteó su reacción a los comentarios de Trump en la cumbre de Helsinki de 2018 con el presidente ruso Vladímir Putin:

| John O. Brennan | Twitter |
| @JohnBrennan    |         |

             La actuación de Donald Trump en la conferencia de prensa en Helsinki supera el umbral de «crímenes graves y delitos menores». Fue nada menos que «traidor». Los comentarios de Trump no solo fueron «imbéciles», sino que está totalmente en el bolsillo de Putin. Patriotas Republicanos: ¿Dónde están?
         

        16 de julio de 2018

Trump respondió llamando a Brennan un «maleante total». Brennan también fue el objetivo de una bomba casera enviada por correo dirigida incorrectamente a «John Brenan», al igual que muchos otros legisladores demócratas, funcionarios y críticos de Trump.
En diciembre de 2018, Brennan tuiteó que Trump debería prepararse para la «próxima exposición de su malversación y corrupción». Un día después de la publicación de la carta de Barr en marzo de 2019, Brennan dijo en MSNBC: «Bueno, no sé si recibí mala información, pero creo que sospeché que había más de lo que realmente había. Me alivia saber que se ha determinado que no hubo una conspiración criminal con el gobierno ruso sobre nuestra elección ... Todavía señalo cosas que se hicieron públicamente, o intentos de tratar de tener conversaciones con los rusos que fueron inapropiadas, pero no estoy tan sorprendido que no se cumplió con el alto estándar de conspiración criminal». La carta de Barr fue criticada por muchos como engañosa después de la publicación del informe de Mueller semanas después, y Mueller le escribió a Barr que la carta «no capturaba completamente el contexto, naturaleza y sustancia» del trabajo de Mueller.

### Revocación de autorización de seguridad

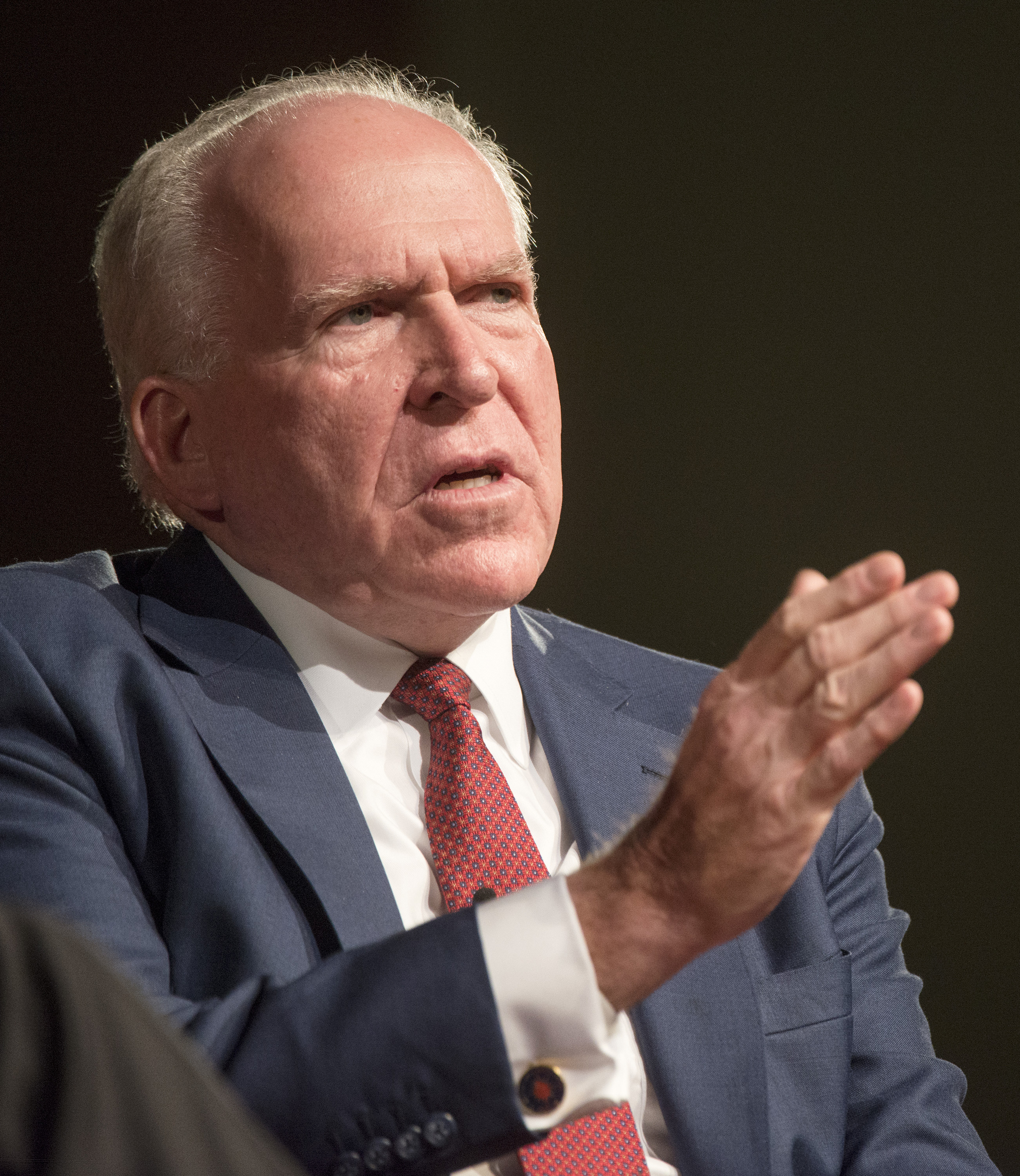
Brennan en la Biblioteca Presidencial LBJ, 24 de octubre de 2018.

En un tuit del 23 de julio de 2018, el senador Rand Paul acusó a Brennan de ganar dinero con su autorización de seguridad y pidió que se revocara la autorización de Brennan. Agregando un segundo tuit, Paul dijo: «¡Hoy me reuniré con el presidente y le pediré que revoque la autorización de seguridad de John Brennan!». Más tarde, en una conferencia de prensa en esa fecha, Sarah Huckabee Sanders dijo a los periodistas que el presidente Trump estaba considerando eliminar las autorizaciones de varios de los funcionarios de inteligencia de Obama, incluido Brennan, diciendo: «El presidente está explorando los mecanismos para eliminar la autorización de seguridad porque politizan y en algunos monetizan sus autorizaciones de servicio público y seguridad».
El 15 de agosto de 2018, la secretaria de prensa de la Casa Blanca, Sarah Huckabee Sanders, leyó una declaración del presidente Trump fechada el 26 de julio de 2018, en la que revocaba la autorización de seguridad de Brennan. La declaración decía que la «conducta mentirosa y reciente de Brennan, caracterizada por comentarios cada vez más frenéticos, es totalmente incompatible con el acceso a los secretos más guardados de la nación y facilita el objetivo mismo de nuestros adversarios, que es sembrar la división y el caos». La declaración decía además que Brennan había «aprovechado recientemente su condición de exfuncionario de alto rango con acceso a información muy confidencial para hacer una serie de acusaciones infundadas e indignantes, estallidos salvajes en Internet y televisión, sobre esta Administración».
El 16 de agosto, Brennan declaró que las afirmaciones de Trump de no colusión con Rusia eran «tonterías»: «Las únicas preguntas que quedan son si la colusión que tuvo lugar constituyó una conspiración penalmente responsable, si la obstrucción de la justicia ocurrió para encubrir cualquier colusión o conspiración, y cuántos miembros de 'Trump Incorporated' intentaron defraudar al gobierno lavando y ocultando el movimiento de dinero en sus bolsillos».
Tras el anuncio, 15 exfuncionarios de inteligencia de alto rango y otros 60 exfuncionarios de alto rango de la CIA protestaron por la decisión de Trump en una carta abierta que decía: «... los exfuncionarios del gobierno tienen derecho a expresar sus puntos de vista sin clasificar sobre lo que ven como críticas nacionales y problemas de seguridad sin temor a ser castigado por hacerlo». Llamando a Brennan «uno de los mejores servidores públicos que he conocido», el almirante retirado de la Armada William H. McRaven se dirigió al presidente Trump en un artículo de opinión diciendo: «Me gustaría considero un honor si también revocara mi autorización de seguridad, para que pueda agregar mi nombre a la lista de hombres y mujeres que se han pronunciado en contra de su presidencia».
En una extensa entrevista el 17 de agosto, Brennan respondió a la decisión de Trump de retirar su autorización de seguridad, expresando alarma por la seguridad nacional de la nación en la declaración: «[el país] está en una crisis en términos de lo que el Sr. Trump ha hecho y está ¿Acaso los republicanos en el Congreso que le han dado un pase ... van a esperar a que ocurra un desastre antes de encontrar la columna vertebral para hablar en contra de alguien que claramente no está llevando a cabo sus responsabilidades con algún sentido de propósito y sentido común desde el punto de vista de la seguridad nacional?».
El 19 de agosto, Brennan le dijo al presentador de Meet the Press de NBC que estaba considerando emprender acciones legales para evitar que Trump hiciera lo mismo con otros.
The New York Times informó en mayo de 2019 que la administración no había llevado a cabo el proceso burocrático para revocar la autorización de Brennan.

### Investigación Durham
En marzo de 2019, el fiscal general William Barr nombró al fiscal federal del distrito de Connecticut, John Durham, para investigar los orígenes de la investigación Crossfire Hurricane del FBI sobre la supuesta interferencia rusa en las elecciones de 2016, que involucró a algunos asociados de Trump. En diciembre de 2019, The New York Times informó que Durham estaba examinando específicamente el papel de Brennan. Durham entrevistó a Brennan durante ocho horas el 21 de agosto de 2020, después de lo cual un asesor de Brennan dijo que Durham le dijo a Brennan que no era sujeto ni objetivo de una investigación criminal, sino testigo de los hechos.

## Vida privada
Brennan está casado con Kathy Pokluda Brennan. Juntos tienen tres hijos. Es agnóstico.